# Yuppie Flu
Gli Yuppie Flu sono un gruppo musicale italiano indie pop/lo-fi dai forti accenti folk formatosi nella città di Ancona nel 1995. Dopo una lunga pausa, nel 2021 hanno pubblicato un nuovo EP.

## Storia

### 1995-1998: I primi anni di attività
Il gruppo nasce da un'amicizia di lungo corso. L'album di esordio è Automatic but Static, (Vurt/ Valium 1997), nel quale compariva in veste di ospite A. Cambuzat della band francese Ulan Bator. L'album ottenne perlopiù buone recensioni, anche se in questo primo periodo risultava evidente a molti uno stile fortemente ricalcato su quello dei Pavement che ne sembrava la principale fonte d'ispirazione, seppur declinato in una minima pop che rimandava anche a band come i Sebadoh. Ma fu solo con i dischi successivi che la band sviluppò sempre più un loro peculiare stile compositivo che secondo parte della critica culminò nel terzo album dal titolo Days Before the Day.

### 1999-2002: DaYuppieflu at the ZooaHollow Beep
Intanto era entrato nella band il tastierista Paolo Agostinelli, fratello del cantante e chitarrista Matteo, e nel 1999 gli Yuppie Flu pubblicarono il loro secondo album Yuppie Flu at the Zoo per la Flop Records, che pur mantenendo la matrice compositiva tipica di una certa lo-fi music, inseriva nuove componenti elettroniche fatte di drum machine e tastiere analogiche vintage in una matrice compositiva molto più personale, realizzando così un album più maturo e personale. Tra i brani dell'album comparivano pezzi pregevoli come Sport Yer Feelings e The Fairy Tales of Young Robin. Seguirono poi 2 split: un 7" con i Fuck (Rhesus Records, 1999) in cui comparivano i brani Sport Yer Feelings e 1967, ed un 12" con i canadesi Three Pieces (Extreme Sports Armchair Enthusiasts, 1999) con il brano Ambassadors.
In questo periodo la band ottiene una buona risonanza anche all'estero e specialmente in Germania. e nel maggio 2000 uscì per l'etichetta tedesca Doxa Records la raccolta Hollow Beep per il solo mercato europeo, promosso da un videoclip della canzone Boat or Swim. Il video diretto da Marco Porsia è stato premiato al MEI per miglior regia nella categoria videoclip indipendenti. Furono poi successivi al questo album i primi due tour europei degli Yuppie Flu. Nello stesso anno la Homesleep pubblica The Boat e.p., disco che sancisce la prima collaborazione di un gruppo italiano con l'etichetta Rough Trade Records e Yuppie Flu partono per un nuovo tour europeo che tocca Inghilterra, Germania, Austria, Svizzera, Belgio, Paesi Bassi, Russia. La band partecipa poi a Mtv Roma Live, Mtv Supersonic, Brand new, Viva 2 - Germany.
Ad inizio 2002 esce un 7" split con la band tedesca Tarwater e nell'estate un singolo 10" nel Regno Unito.

### 2003-2008: Gli Yuppie Flu alla Homesleep Music
Se già nel 2000 gli Yuppie Flu avevano pubblicato con la Homesleep Music uno dei loro migliori lavori che fu The Boat e.p., è solo con il 2003 che la band entrò a tutti gli effetti nella scuderia di questa etichetta, pubblicando su questo marchio prima il singolo Food for the Ants, e poi il nuovo album Days Before the Day, riprendendo così un percorso fatto di strutture e suoni tipiche di un certo folk/lo-fi uniti a moog e sintetizzatori di derivazione indietronica. Days Before the Day fu in seguito considerato da Federico Guglielmi come uno dei 50 migliori album italiani cantati in inglese, anche se nel suo contemporaneo aveva generato forti divisioni sia nel mondo del pubblico che in quello della critica musicale. Due furono poi i videoclip a supporto dell'album: Spring to Downcomers e il secondo tratto dal singolo Food for the Ants. Durante il tour europeo legato a questo album partecipano a festival estivi, tra cui il Neapolis Festival che li vedeva di supporto ai R.E.M. ed il Tora! Tora! che li vedeva presenti nelle date di Nizza Monferrato, Fossacesia e Milano. Numerose sono state poi le session radiofoniche londinesi tra cui la XFM e la BBC.
Toast Masters, il quarto album degli Yuppie Flu, uscì nel 2005 e vedeva la produzione di Giacomo Fiorenza: la band compiva così un ulteriore passo verso un approccio più melodico e solare. Da questo album vengono poi realizzati i videoclip dei brani Our Nature e Glueing All the Fragments.
Nel 2008 esce Fragile Forest.

### 2021: Il ritorno
Dopo una lunga pausa, il 1º novembre 2021 il gruppo ha cominciato a pubblicare sui social media delle anticipazioni di un nuovo lavoro. Il nuovo EP, intitolato Hold On è stato pubblicato sulle piattaforme di streaming il 15 novembre.

## Formazione

### Formazione attuale
- Matteo Agostinelli - chitarra, voce
- Simone Cavina - batteria
- Matteo Portelli - basso

### Ex componenti
- Simone Ottonaro AKA Otto - batteria
- Enrico Ferroni - chitarra, synth
- Gianluca Schiavon - batteria
- Geoff Soule - batteria
- Paolo Agostinelli AKA Dodo - synths, percussioni
- Kyle Statham - chitarra
- Francescopaolo Chielli AKA Gabbo - basso, chitarra, tastiere, voce

## Discografia

### Album
- 1997 - Automatic but Static (Valium/Vurt Recordz)
- 1999 - Yuppie Flu at the Zoo (home/flop)
- 2000 - Hollow Beep (doxa rec)
- 2003 - Days Before the Day (Homesleep)
- 2005 - Toast Masters (Homesleep)
- 2008 - Fragile Forest (Homesleep)

### Singoli ed EP
- 1999 - Split w/Fuck (7", Home/Rhesus)
- 1999 - Split w/Three Pieces (12" Extreme Sports Channel)
- 2000 - The Blue Experiment Maxi Single (CD, 2000 Doxa)
- 2000 - The Boat e.p. (CD, 2000 Homesleep)
- 2002 - The Blue Experiment (10", Rex Records)
- 2003 - Split w/ Tarwater (7", Unhip Records)
- 2003 - Split w/ Giardini di Mirò (7" Jonathon Whiskey#28)
- 2003 - Food For The Ants (CD, Homesleep)
- 2005 - Our Nature (CD, Homesleep)
- 2009 - Sensitive EP (file, Homesleep)
- 2021 - Hold On (EP)

### Compilation
- 1999 - Play Loud vol 1 (Vurt Recordz)
- 1999 - Mucchio vol 2 (allegato a Il Mucchio Selvaggio)
- 1999 - Music With Attitude vol 14 (allegato a Rocksound)
- 1999 - Extreme Sports - Ché Records Compilation (extreme sports/ché rec-uk)
- 2000 - Side B (Q-tape records - Francia)
- 2000 - HomesleepHome (homesleep)
- 2003 - Everything is Ending Here: A Tribute to Pavement ([Homesleep records])
- 2004 - Indies against IN(VI)DIE (Sub Records)
- 2004 - Losingtoday vol 1 (allegato a Losing Today)